# Badger (Dacota do Sul)
Badger é uma cidade  localizada no estado norte-americano de Dacota do Sul, no Condado de Kingsbury.

## Demografia
Segundo o censo norte-americano de 2000, a sua população era de 144 habitantes.
Em 2006, foi estimada uma população de 135, um decréscimo de 9 (-6.3%).

## Geografia
De acordo com o United States Census Bureau tem uma área de
2,8 km², dos quais 2,8 km² cobertos por terra e 0,0 km² cobertos por água. Badger localiza-se a aproximadamente 528 m acima do nível do mar.

## Localidades na vizinhança
O diagrama seguinte representa as localidades num raio de 20 km ao redor de Badger.